# Christian Makoun
Christian Frederick Bayoi Makoun Reyes (Naguanagua, Carabobo, 5 de marzo de 2000) es un futbolista venezolano que juega como defensa en el PFC Levski Sofia de la Primera Liga de Bulgaria.

## Biografía

### Inicios
Christian Makoun inició su carrera en el club Hermandad Gallega de Valencia. Tiempo después se transfiere al equipo Secasports, ubicado en Naguanagua, estado Carabobo, lugar de origen de Makoun, de padre futbolista camerunés, el cual siguió sus pasos.

### Deportivo Táchira
En 2015 la academia deportiva Secasports cede a Makoun al Deportivo Táchira que para entonces dirigía Daniel Farías. El acuerdo consistía en que Makoun regresara cedido a Secasports por un año para finalizar su proceso de formación en el estado Carabobo y que una vez se haya finalizado la cesión, el mediocampista carabobeño volvería a las filas del Deportivo Táchira. Pero luego el Zamora se fue interesando en la evolución de Makoun hasta el punto de ofertar por el mismo.

### Zamora
En 2016 el Zamora F. C. obtiene su ficha proveniente de la academia Secasports hasta 2019.

### Juventus "B"
El 20 de julio de 2018 llegó a la Juventus en calidad de préstamo para formar parte de su filial en la categoría Juvenil por una temporada. En 2019 Christian volvería al Zamora para así concretar su futuro la siguiente temporada.

### Inter de Miami
El 6 de agosto de 2019 el Inter de Miami haría oficial su ficha para la temporada 2020-2021.

## Selección nacional

### Categorías inferiores
Fue una pieza fundamental en la selección de fútbol sub-15 de Venezuela y se le condecoró con la capitanía. Bajo las órdenes del seleccionador Alessandro Corridore.
Fue jugador de la selección de fútbol sub-17 de Venezuela, siendo capitán y referente, teniendo un papel destacado en el Campeonato Sudamericano de Fútbol Sub-17 de 2017. En este torneo fue clave en el medio campo de la oncena venezolana e incluso con sus habilidades a balón parado rompió la igualdad con un gol de tiro libre en un partido que fue crucial para la posterior clasificación de la selección al hexagonal final de este torneo.
Así como también con la selección vinotinto sub-20 donde fue capitán y titular quedándose a un paso de clasificar al mundial de la categoría en 2019.

### Participaciones internacionales
| Selección | Competición                           | Sede          | Resultado      | Partidos | Goles |
| --------- | ------------------------------------- | ------------- | -------------- | -------- | ----- |
| Sub-15    | Sudamericano Sub-15 de 2015           | Colombia      | Fase de grupos | 0        | 0     |
| Sub-17    | Sudamericano Sub-17 de 2017           | Chile         | Quinto lugar   | 9        | 1     |
| Sub-17    | Juegos Bolivarianos de 2017           | Colombia      | Tercer lugar   | 1        | 1     |
| Sub-20    | Copa Mundial de Fútbol Sub-20 de 2017 | Corea del Sur | Subcampeón     | 2        | 0     |
| Sub-20    | Sudamericano Sub-20 de 2019           | Chile         | Segunda Ronda  | 6        | 1     |
| Total     | Total                                 | Total         | Total          | 18       | 3     |

## Estadísticas
| Club                    | País           | Año           | Partidos | Goles | Asistencias |
| ----------------------- | -------------- | ------------- | -------- | ----- | ----------- |
| Zamora F. C.            | Venezuela      | 2017-2019     | 34       | 1     | 2           |
| Juventus "B" (préstamo) | Italia         | 2018-2019     | 21       | 3     | 1           |
| Inter de Miami          | Estados Unidos | 2020-2021     | 30       | 2     | 0           |
| Charlotte Football Club | Estados Unidos | 2022          | 13       | 0     | 0           |
| New England Revolution  | Estados Unidos | 2022-2023     | 18       | 0     | 0           |
| Anorthosis Famagusta    | Chipre         | 2023-2024     | 15       | 2     | 0           |
| PFC Levski Sofia        | Bulgaria       | 2024-presente | 19       | 2     | 2           |

Actualizado al ultimo partido jugado el 9 de marzo de 2025.

## Palmarés

### Títulos nacionales
| Título                        | Club      | País      | Año  |
| ----------------------------- | --------- | --------- | ---- |
| Primera División de Venezuela | Zamora FC | Venezuela | 2016 |

## Vida privada
Christian nació y se crio en Venezuela, hijo de Bayoi Makoun, exfutbolista camerunés que jugó en el Carabobo FC en la década de los 90’, criado desde chico por su madre solamente, su pasión por el fútbol crecía y crecía debido en parte, al pasado de su padre, a pesar de no haberlo conocido sino ya, a la edad de 18 años, junto con el resto de su familia. Cuenta con la nacionalidad belga debido a que su padre adquirió dicha nacionalidad debido a su residencia en Bélgica. Lo que lo hace tener ciudadanía múltiple al ser venezolano por su madre y nacimiento en dicho país, camerunés por ascendencia, y belga por ciudadanía de su padre posterior a su nacimiento.